# دابرکوو
دابرکوو (به آلمانی: Daberkow) یک شهر در آلمان است که در فرپومرن-گرایفسوالد واقع شده‌است. دابرکوو ۴۰۸ نفر جمعیت دارد.